# Младост (часопис)
Младост је био часопис и гласило Савеза социјалистичке омладине Југославије (ССОЈ). Први број је изашао у среду 10. октобра 1956. и све до краја седамдесетих излазио је као недељник. Наследник је листа „Омладина" и покренут је са намером да се младима пружи савремено гласило које ће, осим политичких и едукативних тема, пружити и разноврсне теме из области културе, спорта, разоноде и забаве. Његово појављивање представљало је освежење на тадашњем прилично суморном тржишту штампаних медија, јер је својим садржајем, савременим графичким изгледом и обиљем занимљивих тема освојио, не само младу читалачку публику, већ и оне старије). Првих десет до 12 година излажења доминирао је и својим тиражом (120.000 до 150.000 примерака), што га је сврстало у ред најчитанијих недељника у Југославији. Часопис је мењао формат, а крајем осамдесетих (када је престао да излази) био је 22х29{cm}. Теме су углавном биле политичке, али је било и текстова о рок-музици и филму, а често је садржај био обогаћен и кратким стриповима домаћих аутора (обично на једној страни). Лист је пред гашење осамдесетих излазио сваког другог понедељка.

## Историјат
Редакцијски костур првих година излажења чинили су млади партизански ратници и омладински функционери. На челу је био директор Будислав Будо Шошкић, омадински функционер из Црне Горе и доцнији високи савезни партијски функционер. Први главни и одговорни уредник је био Младен Ољача, некадашњи млади партизански борац, касније познати писац. Александар Цане Петковић био је после Ољаче главни и одговорни уредник, а касније и директор. Редакција је била састављена од младих перспектиних новинара, међу којима су били Иванка Бунушевац, Иван Ивањи, Југ Гризељ, Станко Врзић, Миодраг Мило Ђукић, Миодраг Малиша Маровић (каснији главни и одговорни уредник), Душан Пешић (каснији директор и главни и одговорни уредник), Васко Ивановић  и Радуле Васовић. Тада млади психијатар др. Павле Милекић својом сталном рубриком „Интимни разговори“ први је у Југославији пружио младима оно што их највише занима – отворени разговор о сексу. Због Милекићеве рубрике и млади и старији стварали су редове пред киосцима за продају штампе.
Већ у трећој години излажења, у мају 1959, у резиденцији у Ужичкој улици Тито је примио тадашњег руководиоца југословенске омладине Мику Трипала и главног уредника „Младости“ Александра Петковића Цанета и уредницу Иванку Бунушевац и дао интервју за празнични број листа  поводом Дана младости. То је свакако било признање да је „Младост“, упркос повременим интервенцијама омладинских комитета, успела да се избори за више слободе и буде призната као гласило које иде у корак с временом и потребама младе генерације. Пет година касније, 21. новембра 1964. године, дошло је још једно признање – лист је одликован Орденом братства и јединства са златним венцем.
- Мико Трипало, Иванка Бунушевац и Александар Цане Петковић код Тита у мају 1959.

Сигурно  највећи значај листа „Младост“ је што је својом појавом и постојањем у првој деценији излажења померио границе слободе, не само у штампи, већ и у читавом друштву, најављујући да се долазеће генерације не мире са статусом кво, већ траже нове путеве и начине изражавања и превазилажење устаљених шаблона. Истовремено, овај лист је из својих редова изнедрио људе који су у југословенском новинарству достигли сам врх и унапредили његов квалитет. Исто се може рећи и за друге области стваралаштва и јавног деловања, јер су из „Младости“ потекли истакнути писци, публицисти, политички функционери и јавни радници који су обележили епоху.
До краја шездесетих у „Младости“ су радили новинари који су обележили њене златне године: Милосав Буца Мирковић, Александар Прља, Милоје Поповић Каваја, Александар Ђукановић, Раде Шошкић, Боривој Ердељан, Слободан Новаковић, Љубиша Козомара, Раша Попов, Војислав Лубарда, Берислав Влахо, Гордана Логар, Александар Саша Пајић, карикатуриста Влада Катић, Павле Михаиловић, Здравко Илић, Милан Влајчић, Андрија Чолак, Шпиро Галовић, Петар Станишић, Микан Миловановић, Љубинка Миловановић, Марко Лолић (директор од 1967. до 1971), Томислав Петернек, Гордана Јаковљевић, Павле Јурић, Предраг Бата Живанчевић, Градимор Гранде Радивојевић, Мирјана Влајић, Слободан Вукмировић, Србољуб Манојловић, Србислав Јанковић, Момчило Стојановић, Емилија Богдановић, Миленко Вучетић, Милорад Исаиловић и други. У првој половини седамдесетих под вођством директора Младена Арнаутовића у „Младости“, између осталих, раде и Милисав Савић, Драгомир Брајковић, Раде Цветичанин, Сава Даутовић и Раде Радовановић.
- Главни и одговорни уредик Александар Ђукановић са Титом 1966.
- Glavna i odgovorna urednica Mladosti Ljubinka Milovanović i direktor Mladen Arnautović dobili su 1972 intervju od Tita
- Титова честитка за Дан младости
- Генерација новинара „Младости“ из 60-их: Томислав Петернек, Боривој Ердељан, Андрија Чолак и Раде Шошкић

„Младост“ је била у правом смислу југословнски лист. Имала је сталне дописнике у свим републичким центрима, а ту су и рубрике „Од Марибора до Ђевђелије“ и „Наши репортери у вашем граду“. У сваком броју листа на две странице великог формата „Младост“ је доносила све најзанимљивије што су њени репортери открили у граду који су посетили. Није било већег града у Југославији који тих година није нашао место у овој рубрици. У годинама када ниједно веће градилиште у Југославији није могло да се замисли без омладинских радних бригада, а посебно на изградњи велике саобраћајнице „Аутопута братства и јединства“, сваког лета је при Главном штабу омладинских радних бригада формирана посебна редакција која је издавала лист „Младост на аутопуту“.
- Чланови штаба омладинске радне акције „Аутопут братства и јединства“ 1958. код Тита. Други с лева је главни уредник листа „Младост на аутопуту“ Иван Ивањи

У другој половини седамдесетих година и „Младост“ осећа нове ветрове са политичке сцене који фаворизују већу самосталност република. Као савезно јавно гласило „Младост“ се суочава са федерализацијом партије, а тиме и омладинске организације. Појављују се омладински републички листови који потискују „Младост“. У борби за опстанак и у тржишној утакмици са новим листовима, који ничу на све стране, „Младост“ мења свој препознатљиви велики формат. Тираж је све мањи, редакција се кадровски осипа, а финансијске тешкоће су несавладиве. Није помогло ни касније прелажење на формат магазина, што је осамдесетих година резултирало њеним претварањем у таблоид, чиме је практично „Младост“ престала да постоји. Лист је делио судбину државе која је после Титове смрти била у перманентној кризи, да би се 1990. године, са распадом Савеза комуниста Југославије, а тиме и Савеза омладине, угасила и „Младост“. Остаће ипак забележено да је „Младост“ својом појавом средином педесетих и током шездесетих година 20. века представљала весника нове генерације и нових погледа на свет, уносећи свежину младости, рушећи догматизам и отварајући перспективу слободнијег изражавања.

## Занимљивости
- У првом редакцијском саставу нашли су се и повратници са Голог отока - Југ Гризељ и Станко Врзић. Према каснијем сведочењу Ивана Ивањија, Гризељ је званично радио у архиви, али је писао за лист без права да потписује своје чланке. Врзић се одмах одрекао писања и дохватио се фотографског апарата. Постао је један од најбољих фоторепортера у Југославији.
- „Младост“ је заслужна и за покретање првог илустрованог спортског магазина у Југославији – „Темпа“ којег је од првог броја (2. март 1966) уређивао Раде Шошкић. Нешто касније, 1968, из „кухиње“ „Младости“ долази идеја о покретању првог југословенског еротског  таблоида „Чик“,[19] којег је уређивао писац, сценариста и режисер Љубиша Козомара. Због ограничених продајних капацитета руководство „Младости“ је уступило „Темпо“ новинској кући „Политика“, а због „морално-политичких“ разлога „Чик“ је одмах, заједно са Козомаром, уступљен „Јежу“.
- Редакција "Младости" покретала је преко свог листа и занимљиве акције, које су наилазиле на велики одјек у јавноси и код тадашњих власти. Југословенско такмичење "Тражимо најбољу школу, најбољи разред, најбоље одељење" наишло је на одзив у готово свим школама широм Југославије и потрајало је скоро две деценије. Победници су на крају сваке школске године свечано проглашавани и додељивани су им пехари и дипломе, а најбоља одељења су награђивана екскурзијама.

- Новинари „Младости“ су држали усмене новине широм Југославије. На слици су Томислав Петернек, Милан Влајчић, Андрија Чолак, Павле Јурић, Александар Ђукановић, Павле Михаиловић и Влада Катић на једној турнеји 1965.

- Сваке године је у организацији редакције „Младости“ одржаван и Фестивал рада омладине Југославије чији је покровитељ био Тито. Победници су добијали прелазни сребрни пехар, а најбољи појединци су од Тита добијали златне сатове. Занимљиво је да је после првог фестивала одржаног у Зрењанину из Титовог Кабинета „Младости“ пренета жеља да Тито буде покровитељ ове манифестације.
- Пуних 30 година „Младост“ је организовала и избор најбољег спортисте јуниора Југославије. Међу добитницима овог признања нашли су се и каснији спортски асови који су прославили југословенски спорт широм света.

- Редакцијски „Пежо 403“ возио је репортере „Младости“ широм Југославије. На слици из 1963 репортери Предраг Бата Живанчевић и Андрија Чолак на задатку

## Дизајн
Дизајн часописа осамдесетих година је био занимљив и напредан за своје време. Корице су биле у боји, а табаци једнобојни и двобојни.
- Насловна страница броја 33 из 1987.
- Насловна страница броја 50 из 1987.
- Насловна страница броја 70 из 1988.